# Тьютор
Тью́тор (англ. tutor — наставник, репетитор, преподаватель, частный педагог) — неформальная педагогическая должность. Синонимы: репетитор, частный преподаватель. 

## Описание
Тьютор — это преподаватель, который проводит дополнительные занятия с учеником или с несколькими учениками ежедневно, еженедельно или ежемесячно с целью передать им знания или навыки по предмету. Тьюторство может проходить в разных местах: таких, как классная комната, репетиторский центр или дом репетитора/ученика или дистанционно. Как метод преподавания-обучения тьюторство (репетиторство) отличается от формальных уроков в образовательных учреждениях тем, что осуществляется в более неформальной обстановке, а также гибкостью педагогических методов с точки зрения продолжительности уроков, темпа обучения и отношениями с преподавателем. 
Иногда тьютор обеспечивает разработку индивидуальных образовательных программ учащихся и сопровождает процесс индивидуализации и индивидуального образования в школе, вузе, в системах дополнительного образования.
В России должностные обязанности тьютора и должностные требования к нему устанавливаются Министерством образования и социального развития РФ.

## История
Тьюторство (репетиторство) началось как неформальный и неструктурированный метод образовательной помощи ещё в Древней Греции. Репетиторы (тьюторы) работали на импровизированной основе в нефиксированных условиях труда; главной целью репетитора было передать знания учащемуся, чтобы помочь последнему получить навыки в определённой предметной области.